# Jóvenes Republicanos
Jóvenes Republicanos (JRep) es una agrupación política juvenil de Argentina. Suscribe al ideario republicano, a la derecha, al liberalismo clásico y al conservadurismo. Está alineada con Unión Republicana, una corriente interna dentro del partido Propuesta Republicana. Además, se presentan como una alternativa no oficial a Jóvenes Pro. Su presidente, fundador e impulsor es Ulises Chaparro.

## Historia
El armado de Jóvenes Republicanos surge luego de la derrota electoral de Mauricio Macri en las elecciones generales de 2019, dada la necesidad por parte de jóvenes de Juntos por el Cambio de generar un movimiento juvenil que represente a los jóvenes atraídos por el liberalismo, el conservadurismo, el republicanismo y la derecha. Por ello, la agrupación comienza a articularse en una marcha, la agrupación utilizó la base de seguidores de Chaparro en Twitter para promocionarse, mostrándose cerca de figuras como la de Patricia Bullrich, el diputado nacional Francisco Sánchez, Martin Pugliese e Inés Liendo, entre otros.
En los meses de pandemia Jóvenes Republicanos llamó a movilizarse, creciendo su base de seguidores hasta contar con más de 100 mil seguidores combinados en todas sus redes sociales.[cita requerida] Se instalaron cursos de capacitación, exponiendo visiones revisionistas de la historia[cita requerida] y la economía Argentina, críticos de la intervención estatal, con visiones cercanas a aquellas postuladas por la Escuela de Chicago, y de raigambre liberal. La organización es opositora al gobierno del presidente Alberto Fernández, quien ha llegado a criticar a la agrupación en su cuenta de Twitter junto al entonces Jefe de Gabinete Santiago Cafiero cuando la agrupación instaló bolsas de consorcio que emulaban contener cadáveres de políticos opuestos al macrismo y llevaban inscriptos nombres de personalidades del ámbito político, pero también figuraban las Madres de Plaza de Mayo. El movimiento emula la corriente norteamericana de Donald Trump, y en su página web incluso utilizan el eslogan "Make Argentina great again" su jefe Ulises Chaparro quien se declara trumpista. Semanas después protagonizaron escraches a diferentes funcionarios de gobierno entre ellos contra la residencia de  Sergio Massa, Agustín Rossi, y Cristina Fernández, etc, denunciandse  que estos escraches se llevaron a cabo con complicidad policial de la ciudad de Buenos Aires. En marzo de 2021 jóvenes perteneciente a la agrupación atacaron la sede del Instituto Patria arrojando cóctel Molotov y bolsas de residuos en llamas, debiendo ser hospitalizados tres asistentes del Instituto.
En la actualidad Jóvenes Republicanos es considerada como la agrupación 
tiene más de 5 mil militantes en el territorio nacional,[cita requerida] con presencia en las 23 provincias y la Capital Federal.

## Controversias
El 27 de febrero de 2021 impulsados por Mauricio Macri, dirigentes de la oposición convocan a una marcha contra el gobierno principalmente en la Casa Rosada y la Quinta de Olivos, convocadas por la oposición al gobierno de Fernández. En la manifestación, la agrupación colocó bolsas mortuorias con nombres de políticos y referentes sociales como Ginés González García, Estela de Carlotto o el expresidente de la Nación Eduardo Duhalde, entre otros. Dicho accionar fue criticado por sectores oficialistas y de la oposición como algo "siniestro" o "despreciable." Según un comunicado era un acto donde "claramente se representan a los argentinos que murieron por el irresponsable manejo de la pandemia" (del gobierno). El expresidente Mauricio Macri, miembro del PRO, apoyó la manifestación. Por estos hechos denunciaron a la presidenta del PRO, Patricia Bullrich y a los diputados Francisco Sánchez, Fernando Iglesias y Waldo Wolff.